# Folland Gnat

Folland Fo 145 Gnat

De Folland Fo 145 Gnat was een lichtgewicht gevechtsvliegtuig met straalmotor van het Engelse vliegtuigbedrijf Folland Aircraft. Er werd ook een trainerversie van gebouwd.

## Gevechtsvliegtuig
De Gnat werd ontworpen door W.E.W. Petter, die onder meer reeds de Westland Lysander en English Electric Canberra had ontworpen. Het prototype van de Gnat vloog voor het eerst op 18 juli 1955, aangedreven door een Bristol BE 26 Orpheus 701 motor met 2.135 kg stuwkracht. Maar daarvoor had Folland al de Fo 139 Midge gebouwd, een prototype dat werd aangedreven door een Viper 101 motor met 744 kg stuwkracht. De subsonische Midge was vooral bedoeld om de aerodynamische eigenschappen van de transsonische Gnat uit te testen.
Het Britse Ministry of Supply bestelde zes exemplaren van de Gnat voor ontwikkelingsdoeleinden, maar bestelde het toestel niet in serie. India bestelde wel 43 exemplaren, en Hindustan Aeronautics Ltd (HAL) produceerde nadien nog 215 exemplaren van de Gnat onder licentie voor de Indiase luchtmacht. De laatste Indiase Gnat werd in januari 1974 afgeleverd. De Indiase luchtmacht zette de Gnat in tijdens de Tweede Kasjmiroorlog van 1965 en de Indo-Pakistaanse Oorlog van 1971. HAL ontwikkelde uit de Gnat een eigen straaljager, de HAL Ajeet.
Folland leverde daarnaast nog twaalf Gnats aan Finland en twee aan Joegoslavië.
De Gnat was bewapend met twee ADEN Mk 4 30mm kanonnen en kon twee bommen van 227 kg of achttien 7,62 cm raketten meevoeren.

## Trainer

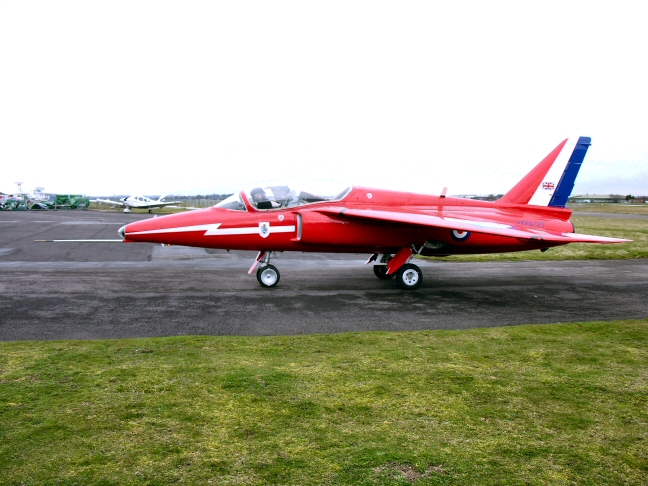
Gnat trainer in de kleuren van de Red Arrows

Van de Gnat werd een tweezits trainersversie afgeleid, bedoeld als vervanger van de De Havilland Vampire voor de gevorderde opleiding van straaljagerpiloten. De Royal Air Force bestelde aanvankelijk veertien exemplaren van de Folland Fo 144 Gnat Trainer, waarvan de eerste vlucht plaatsvond op 31 augustus 1959. Nadat Folland was overgenomen door Hawker Siddeley volgden nog bestellingen voor in totaal 105 exemplaren, waarvan de laatste in 1965 werden afgeleverd.
De Gnat trainer verschilde op een aantal punten van de Gnat jager. Om plaats te maken voor de instructeur moest er uitrusting en brandstof verplaatst worden. De trainer kreeg een andere vleugel met brandstoftanks en de staartoppervlakken werden vergroot. De trainer was ook iets langer dan de jager. De motor was een Bristol Siddeley Orpheus 100.
De Gnat werd van 1965 tot 1979 gebruikt door de Red Arrows, het demonstratieteam van de Royal Air Force. Het type werd in de RAF vervangen door de BAe Hawk.